# Barroças e Taias
Barroças e Taias is een plaats (freguesia) in de Portugese gemeente Monção en telt 357 inwoners (2001).

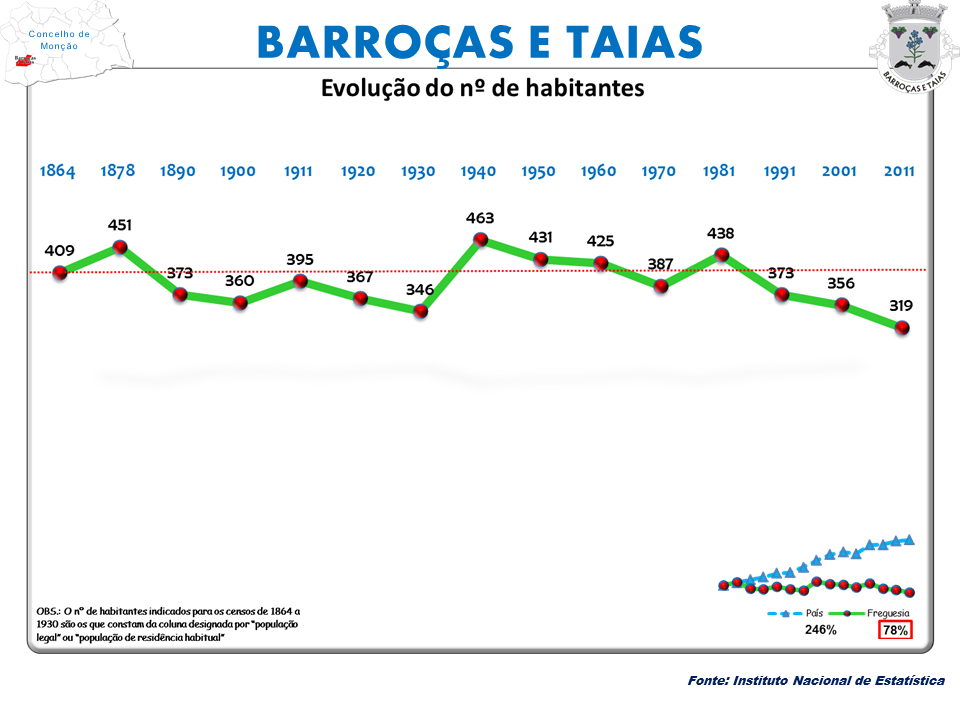
Bevolkingsontwikkeling tussen 1864 en 2011